# 手风琴效应
手风琴效应（英文：Accordion effect）在非线性物理学中意指流通过程中，某段流动的元素所出现的不均匀涨落。这种现象可在交通、自行车比赛和管道中流动物体涨落时出现。